# Andrij Bratuń
Andrij Bratuń (ur. 19 sierpnia 1891 w Strzelcach koło Horochowa, zm. 1979) – ukraiński polityk, poseł na Sejm I kadencji, pedagog. Ojciec ukraińskiego poety i polityka Rostysława Bratunia.

## Życiorys
Urodził się w rodzinie chłopskiej. W 1912 ukończył seminarium nauczycielskie w Winnicy, następnie do 1916 uczył się w rosyjskiej szkole oficerskiej w Kijowie oraz Instytucie Nauczycielskim w Winnicy (1913–1916 oraz 1917–1919). W latach 1912–1913 pracował jako nauczyciel w dwuklasowej szkole w Iljince w guberni kijowskiej. W 1916 został powołany do armii rosyjskiej (183. i 691. pułk piechoty), zdemobilizowany w stopniu ppor. w następnym roku. 
Po rewolucji październikowej 1917 brał udział w organizowaniu oddziałów wojsk ukraińskich. Po wojnie polsko-ukraińskiej był w 1919 instruktorem szkolnym w powiecie winnickim, zbiegł przed bolszewikami do Łańcuta, gdzie przebywał do 1920. Rolnik we wsi Podberezie. Prezes Towarzystwa Kulturalno-Oświatowego „Proswita" w powiecie horochowskim, 1924 współzałożyciel partii Ukraińskie Zjednoczenie Socjalistyczne – Związek Włościański (Sel-Sojuz), od 1931 działał w Wołyńskim Zjednoczeniu Ukraińskim. 
Poseł I kadencji 1922–1927, wybrany z listy nr 16, okręg wyborczy numer 56 (Kowel); członek Komitetu Ukraińskiego (w 1925 sekretarz); pracował w komisji ochrony pracy. W wyborach w 1928 bez powodzenia kandydował z listy państwowej nr 8 do Sejmu.